# Feerie
Die Feerie (auch: Féerie, frz. „Zauberwelt“) ist ein Theatergenre, das um 1800 herum aufkam und vor allem seit den 1870er-Jahren sehr beliebt wurde. Sie hat ihren Ursprung auf den Pariser Bühnen (zum Beispiel im Théâtre de l’Ambigu-Comique) beziehungsweise in der englischen Pantomime. 

## Definition
Der Ausdruck kann sich auf einen märchenhaften Inhalt beziehen (Feenmärchen), aber vorderhand ist damit ein Ausstattungsstück gemeint, das historische, exotische oder fantastische Stoffe zum Vorwand nimmt, um großen Aufwand mit Bühnenbild und Kostümen sowie mit einer ausgefeilten Bühnentechnik zu treiben. Mittelalterlich-historische („romantische“) Sujets lösen die Traditionsreste des Barocktheaters ab: In der Feerie werden die griechisch-römischen mythologischen Figuren wie Furien und Satyrn zurückgedrängt oder abgeschafft und durch Märchengestalten ersetzt. Dies wirkte am Ende des 18. Jahrhunderts sehr modern.
Oft erscheint die Bezeichnung Feerie in Verbindungen wie féerie-ballet oder opéra-féerie. Die Grenzen zum Ballett, zur Operette, zum Theatermelodram oder zur Revue nach 1900 sind fließend. Die US-amerikanische Entsprechung der Feerie heißt Extravaganza.

## Beispiele
Vorbilder waren etwa Carlo Gozzis Märchenstücke wie Turandot (1762). „Klassisches“ Beispiel einer Feerie ist La Belle au bois dormant (Dornröschen), das seit der Fassung von D’Arnould-Mussot (1777) bis hin zu Tschaikowskis Ballett Dornröschen (1890) in unzähligen Varianten auf europäischen Bühnen erscheint. Eine modernistische Feerie ist bereits Jacques Offenbachs Die Reise zum Mond, 1876. Bedeutende Autoren der Feerie sind Adolphe d’Ennery oder Auguste Anicet-Bourgeois.
Die Feerie wurde seit 1920 zunehmend durch den Historien-, Monumental- oder Kostümfilm abgelöst. – Musicals enthalten oft noch Elemente der Feerie wie Richard Rodgers’ The King and I, 1952.